# Maicon Santos
Maicon Santos, de son nom complet Maicon dos Santos Corrêa, est un footballeur brésilien, né le 18 avril 1984 à Paracambi. Il évolue au poste d'attaquant avec le CF Puebla.